# Guldråttan
Guldråttan var ett pris som delades ut av Djurens Rätt mellan 1987 och 2018. Djurens Rätt delar ut andra årliga utmärkelser heter numera Elna Tenow-priset, och Guldråttan delas inte längre ut.

## Mottagare - Guldråttan
1987: Ingvar Johannesson
För sitt engagemang i tillsynen av försöksdjur och djurförsök i Göteborg.
1988: Kim Erlandson
Skribent i Aftonbladet som utvidgat sin husdjurspalt att även handla om försöksdjuren.
1989: Allan Johansson och Mats Lindahl
Allan Johansson för samarbete med djurskyddsintressen, Mats Lindahl för att drivit myndigheters rätt att förhindra djurplågeri.
1990: Mats Hellström
Jordbruksminister drivit förändringar i djurskyddslagen.
1991: Martin Olsson
För att ha drivit frågan om kosmetikamärkning i riksdagen.
1992: Norra Magasinet
För sina program om djurhållning.
1993: Astrid Lindgren och Kristina Forslund
För boken "Min ko vill ha roligt".
1994: Mark Collins, Lennart Lindberg, Majvi Månsson och Leif Ormsgaard
För insatser i behandlingen av försöksdjur.
1995: Mirjam Håkansson
Djurskyddsinspektör i Enköpings kommun som berättade om olika fall av vanskötsel och visade bilder genom TV-programmet Norra Magasinet.
1996: Margareta Winberg
Jordbruksminister som genomfört förändringar för djurhållning.
1997: Mark Rissi och Manfred Karremann
För dokumentation om djurens situation.
1998: Refused och Lena Hammarberg
Musikgruppen Refused för sitt egagemang och Lena Hammarberg för att ha erbjudit vegetariska alternativ i Kiruna kommuns skolbespisningar.
1999: Birger Schlaug, Linda Klang och Ulrika Sandén
Miljöpartister som aktivt arbetat med djurrätt.
2000: Elisabeth Gustavsson och Kerstin Petersson
För att ha jobbat med djurrätt i mer än 25 år.
2001: Barbro Björklund
För sitt avslöjande av missförhållanden på ett slakteri i Bollnäs.
2002: Gabrielle Meurer
För att ha gett underlag om djurs förhållanden på sex olika slakterier till TV4:s Kalla Fakta.
2003: Ray Greek
För sin kritik mot djurförsök.
2004: Tranås kommun
För att de beslöt att inte upplåta kommunal mark till cirkusar.
2005: Karina Burlin
Länsveterinär i Stockholm som förbjudit djur på en cirkus.
2006: Theresia Ek
104-årig vegetarian.
2007: Nima Daryamadj
För hans krönikor om djurrätt
2008: Katarina Lingehag-Ekholm
För att uppmärksammat mulesing och omständigheter om merinoullens framställande.
2009: Astrid och aporna och Goodstore
För initiativet till veganska livsmedelsbutiker.
2010: Djurrättsalliansen
För medvetandegörande om grisarnas situation i svensk djurhållning.
2011: Carin Götblad och djurpoliserna
För initiativet till djurpoliserna och deras verksamhet.
2012: Pelle Strindlund
För boken Jordens herrar.
2013: Way Out West
För att de endast serverade vegetarisk mat.
2014: Gärdets djurklinik
Gratis vård till hemlösas djur, i samarbete med Svenska Djurskyddsföreningen, Hundstallet och Stockholms stadsmission.
2015: Oatly
Utmanade mjölkbranschen i sin reklam.
2016: Gotlands Djurfristad
Tar emot och omplacerar vanvårdade djur som annars skulle avlivas.
2017: Therése Lindgren
Uppmärksammar djurrättsfrågor i sin Youtube-kanal.
2018: Globala gymnasiet i Stockholm
Är vardagshjältar i ordets rätta bemärkelse.